# نوربرت شویئر
نوربرت شویئر (انگلیسی: Norbert Scheuer؛ زادهٔ ۱۶ دسامبر ۱۹۵۱) نویسنده، و برق‌کار اهل آلمان است.